# Dominik Čolnik
Dominik Čolnik, slovenski vinogradnik, (živinozdravnik/veterinar) in narodni buditelj * 3. avgust 1830, Sv. Trije Kralji v Slovenskih goricah, Slovenija, † 28. december 1893, Štajngrova pri Benediktu v Slovenskih goricah.
Dominik Čolnik, znan tudi kot »kralj Slovenskih goric«, je bil napreden kmet, ki je s svojim gospodarskim in političnim delom precej zaslužen za razvoj in okrepitev slovenske narodne ideje v Slovenskih goricah. 

## Življenje in delo
Čeprav se je rodil 3. avgusta 1830 pri Sv. Treh kraljih je Dominik Čolnik večino otroštva preživel na Drvanji pri Benediktu v Slovenskih goricah. Njegov oče Matija je bil zelo narodno zaveden in za sodoben razvoj kmetijstva zavzet kmet. Mati mu je bila kmetica Katarina. Šolska znanja je začel pridobivati v domači dvorazrednici, nato pa ga je oče vpisal v mariborsko gimnazijo. Leta 1849 je odšel na šolanje v Ljubljano, kjer je na liceju obiskoval kmetijska predavanja za učiteljske in duhovniške pripravnike, vpisal pa se je tudi na živinozdravniško in podkovsko šolo, ki jo takrat vodil Janez Bleiweis. Ob živinozdravniškem znanju se je v Ljubljani še navdušil za sadjarstvo in vinogradništvo. Po vrnitvi domov je nova spoznanja uveljavil na domačem posestvu, hkrati pa je kot odposlanec Štajerske kmetijske družbe potoval po številnih kmetijskih razstavah od Pariza do Petrograda. S potovanj je domov prinašal tudi številne živali, rastline in semena, ki jih je nato gojil na svojem obsežnem posestvu. Leta 1861 si je tam postavil nov in sodoben hlev, leta 1864 še neogotskemu dvorcu podobno stanovanjsko stavbo in leta 1869 še velik »kranjski kozolec« ki je velika posebnost v tem okolju in najbolj vzhoden slovenski kozolec. O svojih dosežkih je pogosto pisal v Kmetijske in rokodelske novice in pozneje še v mariborskem Slovenskem gospodarju.
Leta 1861 se je poročil z Ano Fanedl, hčerjo premožnega trgovca iz Lenarta. V 15-letnem zakonu se jima je rodilo sedem otrok, tri hčere: Ljudmija (*1862), Hema (*1864-1891), Hilda (*1866-1892) in štirje sinovi Jaroslav (*1870-1886), Ciril (*1871-1958), Metod (*1872) in Ljubomir (*1875-1882).
Dominik Čolnik je bil eden najpomembnejših vinogradnikov tistih dni. Že leta 1859 je pisal o pridelovanju ledenih vin, katerega je prvič na svetu tudi istega leta pridelal. Imel je svojo trsnico in na svojih posestvih je gojil preko 400 sort vinskih trt. Za njegova vina je dobil številna priznanja na razstavah po Štajerski in na celo na dunajski svetovni razstavi leta 1873. Poleg vinogradnoštva se je ukvarjal še s sadjarstvom in svoje cepiče je brezplačno pošiljal številnim slovenskim učiteljem. 
Gospodarski uspeh in ugled mu je koristil tudi pri političnem delovanju. Kmalu je postal ena osrednjih osebnosti političnega življenja v lenarški okolici. Na volitvah je agitiral za slovenske kandidate, govoril je na številnih taborih in besedah bil pa je tudi med zaslužnimi za ustanovitev Slovenske matice in časopisa Slovenski gospodar. V svojem »dvorcu« je ustanovil 15. avgusta 1869 kmetijsko čitalnico, njegovo posestvo pa je bilo širše poznano med Slovenci. Obiskovali so ga mnogi politiki, gospodarstveniki in narodni delavci iz Maribora, Ljubljane in od drugod. Prijateljeval je z Ivanom Hribarjem, Jankom Sernecem, Josipom Vošnjakom in številnimi drugimi znanimi osebnostmi tiste dobe.
Zaradi razkošnega življenja, mecenstva in številnih požarov je zašel v dolgove. Leta 1880 je bilo njegovo posestvo razprodano na dražbi, Čolnik pa se je poslej preživljal s svojim živinozdravniškim znanjem iz Ljubljane. Čeprav je do zadnjega želel izdati knjigo Trsoznanstvo, v kateri je opisal čez 1.500 vinskih trt, je umrl pozabljen in brez družine 28. decembra 1893.

## Poimenovanja
- Po njem so poimenovali zasajeno vinsko trto ob njegovi rojstni hiši pri Svetih Treh Kraljih v Slovenskih goricah,
- V Benediktu so poimenovali Trg po njem.[2]